# Debao
 Debao (em chinês tradicional: 德保縣; chinês simplificado: 德保县; pinyin:  Débǎo Xiàn; zhuang:Dwzbauj Yen)  é um condado da Baise, localidade situada ao noroeste da Região Autónoma Zhuang de Quancim, na República Popular da China. Ocupa uma área total de 2.575 Km². Segundo dados de 2010,  Debao  possuí 350 800 habitantes, 97.82% das pessoas que pertencem ao grupo étnico Zhuang.